# Relations entre la Belgique et la Grèce
Les relations entre la Belgique et la Grèce sont de l'ordre des relations extérieures. La Belgique et la Grèce ont établi des relations diplomatiques à partir de 1874. La Belgique a une ambassade à Athènes et sept consulats honoraires situés dans les villes de Corfou, d'Héraklion, de Mytilène, de Patras, du Pirée, de Rhodes ainsi que de Thessalonique tandis que la Grèce a une ambassade à Bruxelles depuis 1945. 
Ces deux pays sont en outre des membres à part entière de l'OTAN et de l'Union européenne. Entre 15 000 et 26 000 Grecs environ résident en Belgique.